# KullĦadd
KullĦadd (dt. Jeden Sonntag) ist eine maltesische Sonntagszeitung mit Redaktionssitz in Ħamrun. Sie erscheint seit dem 25. Juli 1993 und ist im Eigentum der Partit Laburista. Chefredakteur ist Felix Agius (Stand Juli 2008).
KullĦadd gehört zusammen mit It-Torċa (Union Press) und Il-Mument (Partit Nazzjonalista) zu den maltesischsprachigen Sonntagszeitungen. Sie erscheint im Tabloid-Format. Eine geprüfte Auflagenzahl gibt es nicht, das Europäische Medieninstitut führte in einem im Jahr 2004 veröffentlichten Bericht die Zeitung unter den wichtigen Zeitungen des Landes.